# Озёрное (аэродром)
Озёрное — военный аэродром, расположенный в 12 км южнее города Житомир (Житомирская область), Украина. Ранее до 1959 года именовался как Скоморохи или аэродром Житомир.

## История
Аэродром был построен в 1933 году и имел наименование Скоморохи. Нынешнее наименование Озёрное аэродром получил в 1959 году после строительства новой бетонной ВПП и перехода базировавшихся полков на реактивную технику.
В апреле 1938 года на аэродроме начал формирование 17-й истребительный авиационный полк при 63-й истребительной авиабригаде ВВС Киевского особого военного округа на самолётах И-16. Полк участвовал в освобождении Западной Украины на самолётах И-16 и И-15бис с 17 по 28 сентября 1939 года и с октября 1939 года базируется на аэродроме Овруч.
8 мая 1938 года на аэродроме сформирован 28-й истребительный авиационный полк на основе 34-й, 35-й и 36-й истребительных авиационных эскадрилий 35-й истребительной авиационной бригады ВВС КОВО. В 1938 году две эскадрильи полка убыли в командировку в Испанию. В июле 1939 года 1-я эскадрилья капитана Филькина убыла в МНР в состав ВВС 1-й Армейской группы для участия в Халхин-Гольском конфликте. В период с 17 по 28 сентября 1939 года полк в составе 69-й истребительной авиационной бригады ВВС Украинского фронта принимал участие в освобождении Западной Украины на самолётах И-16 и И-15бис. В январе 1940 года одна эскадрилья полка убыла на советско-финляндскую войну. А в период с 28 июня по 9 июля 1940 года 69-й истребительной авиационной бригады ВВС 12-й армии Южного фронта принимал участие в освобождении Бессарабии на самолётах И-16. С конца января 1941 года полк приступил к переучиванию на новые истребители МиГ-3, первые тренировочные вылеты на МиГах произведены 27 февраля 1941 года. Великую Отечественную войну полк встретил в составе 15-й смешанной авиадивизии ВВС Киевского Особого военного округа (с началом войны преобразованы в ВВС Юго-Западного фронта) имея в составе 63 самолёта МиГ-3 (из них 14 неисправных) и 20 И-16 (из них 7 неисправных). Перед началом войны полк базировался на аэродроме Чунев Львовского аэроузла.
15 мая 1938 года на аэродроме сформирован 46-й истребительный авиационный полк при 69-й истребительной авиабригаде ВВС Киевского особого военного округа на самолётах И-16. Полк участвовал в освобождении Западной Украины на самолётах И-16 и И-15бис с 17 по 28 сентября 1939 года и с 28 июня по 9 июля 1940 года в освобождении Бессарабии на самолётах И-16 и И-153. Перед началом Великой Отечественной войны полк перебазируется в Дубно с задачей прикрытия Луцка, к началу войны перелетел на полевой аэродром во Млынове, имея в своём составе 56 И-16 и И-153.
С 9 сентября 1939 года на аэродроме базируются:
- 38-й истребительный авиационный полк из состава 59-й истребительной авиационной бригады Ленинградского военного округа, прибывший для принятия участия в Освобождении Западной Украины с 17 по 28 сентября 1939 года на самолётах И-16 и И-15 бис. 28 сентября полк возвратился на аэродром Пушкин[1].
- 19-й истребительный авиационный полк из состава 59-й истребительной авиационной бригады Ленинградского военного округа, прибывший для принятия участия в Освобождении Западной Украины с 17 по 28 сентября 1939 года на самолётах И-16. В октября полк возвратился на свой аэродром в ВВС Ленинградского военного округа[1].
- 25-й истребительный авиационный полк из состава 59-й истребительной авиационной бригады Ленинградского военного округа, прибывший для принятия участия в Освобождении Западной Украины с 17 по 28 сентября 1939 года на самолётах И-16 и И-15 бис. 28 сентября полк возвратился на аэродром Пушкин[1].

В соответствии с Постановлением СНК СССР СНК № 1344-524сс от 25 июля 1940 года на аэродроме Скоморохи начала формирование 18-я авиационная дивизия в составе трёх полков. Один из полков — 93-й дальний бомбардировочный авиационный полк был сформирован в мае 1940 года на самолётах ДБ-3Ф и базировался на аэродроме. С началом Великой Отечественной войны полк принял участие в первых боях, во второй половине июля 1941 года полк перебазировался на аэродром в Параскеевке, где в его состав вошли 10 самолётов И-16 для сопровождения. В конце августа полк переименован в 98-й дальнебомбардировочный авиационный полк и передан в 52-ю дбад.
Во время войны аэродром использовался Люфтваффе, а после освобождения Украины от фашистов — советскими ВВС. После реорганизации дальней авиации в апреле 1946 года с аэродромов в Польше на аэродром перебазирована 15-я гвардейская бомбардировочная авиационная Гомельская дивизия 4-го гвардейского бомбардировочного авиационного Гомельского корпуса (с 1949 года — 81-го гвардейского бомбардировочного авиационного Гомельского корпуса, а с 1950 года — 81-го гвардейского тяжёлого бомбардировочного авиационного Гомельского корпуса). Управление дивизии дислоцировалось на аэродроме до перехода дивизии под юрисдикцию Украины в 1992 году.
В составе дивизии в декабре 1945 года на аэродроме базировались:
- 201-й гвардейский бомбардировочный Смоленский Краснознаменный авиационный полк на самолётах North American B-25 Mitchell (расформирован в 1947 году);
- 238-й гвардейский тяжёлый бомбардировочный Севастопольский авиационный полк на самолётах North American B-25 Mitchell (1943—1950), Ту-4 (1950—1956) и Ту-16 (1956—1959), расформирован в 1959 году;
- 341-й тяжелый бомбардировочный авиационный полк на самолётах North American B-25 Mitchell (1945—1951), Ту-4 (1951—1956), Ту-16 (1956—1964), Ту-22 (1964—1992), Ту-22К (1968—1992), передан в состав ВВС Украины в 1992 году.

С 10 октября 1959 года на аэродроме базируется 894-й истребительный авиационный полк 120-й истребительной авиационной дивизии ПВО на самолётах МиГ-15, Су-9 (1959—1979), МиГ-23 МЛ/МЛД (1979—1992). С 1960 года полк вошёл в состав 19-го корпуса ПВО (сформирован на основе 120-й истребительной авиационной дивизии ПВО). 1 декабря 1981 года полк из 19-й дивизии ПВО передан в состав ВВС Прикарпатского военного округа, в 1982 году передан в состав 24-й воздушной армии ВГК, 15 апреля 1986 года передан из 24-й ВА ВГК в 28-й корпус ПВО 2-й ОА ПВО. 

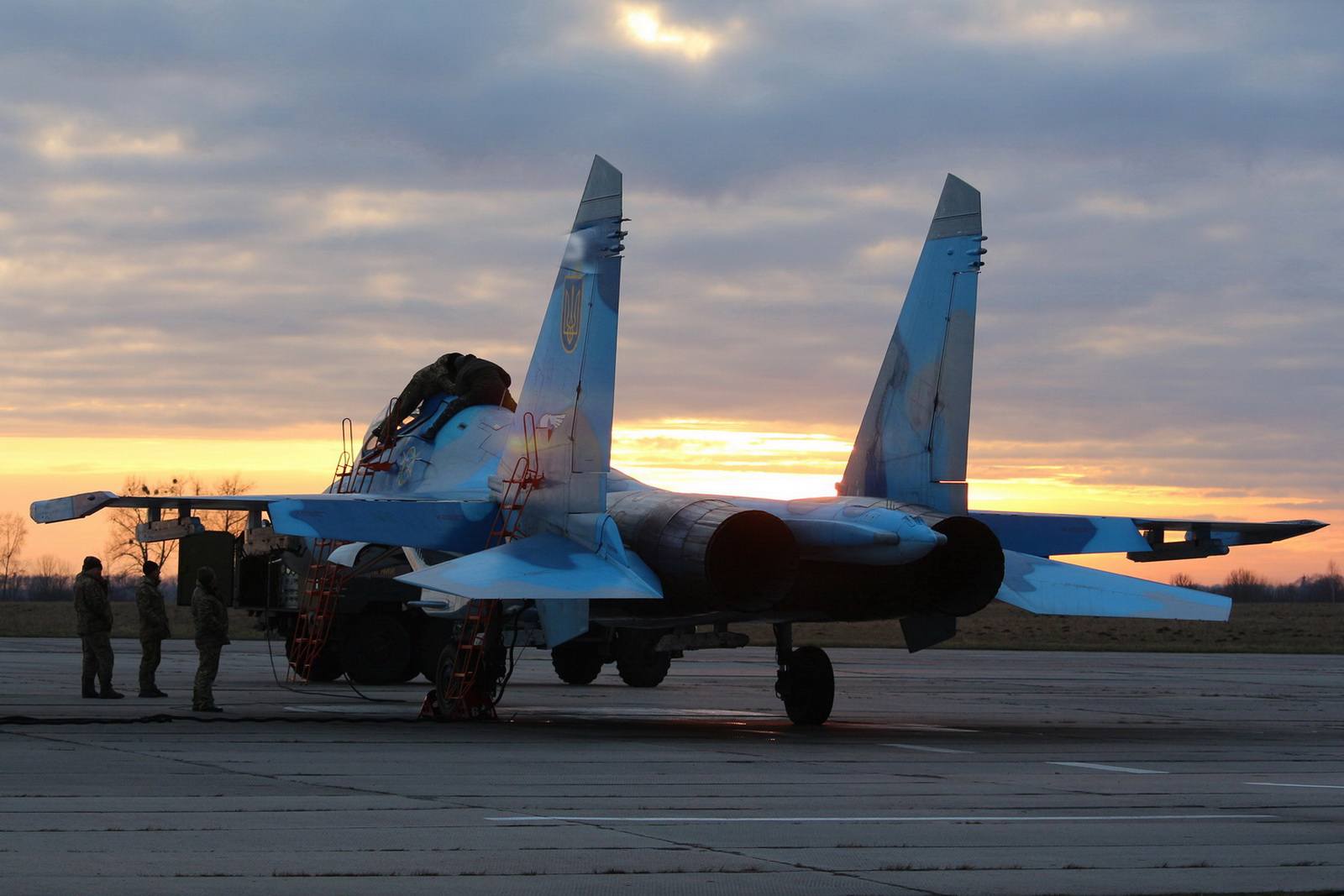
Су-27 на аэродроме «Озёрное», 2018 год

В январе 1992 года вместе с 28-м корпусом ПВО включен в 8-й ОА ПВО и ВС Украины. В 2000 году полк преобразован в 9-й истребительный авиационный полк ВВС Украины, в дальнейшем развёрнут в 9 истребительную авиационную бригаду ВВС Украины.
В сентябре 2021 года аэродром планировался к модернизации турецкой компанией на основе проведенного тендера на сумму 350 млн гривен.

## В искусстве

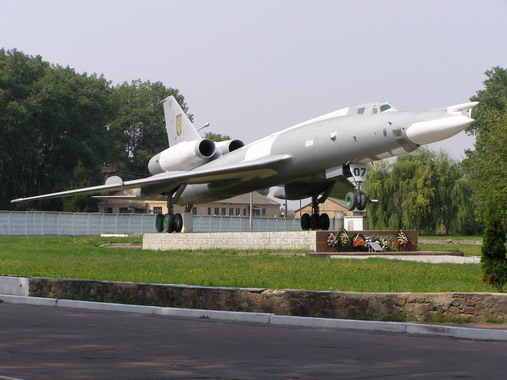
Самолет Ту-22 на постаменте на въезде в военный городок Озёрное

В 1982 году на базе аэродрома проводились съёмки фильма по роману «Нежность к ревущему зверю», в которых участвовали летчики полка и авиационная техника аэродрома.

## Происшествия
- 1 сентября 1954 г. Экипаж полковник Ноздрачев Степан Игнатьевич, п/п-к Букин С. Н., м-р Сушко Аркадий Андреевич, к-н Новиков Николай Васильевич, ст. л-т Тарасовский Александр Яковлевич, к-н Лебедев Александр Трофимович, л-т Силин Борис Сергеевич, ст-на Ежиков Н. И., ефр-р Фатеев Н. П.
- 23 декабря 1956 года катастрофа Ту-16 (КК майор Ломия), 341-й тбап, Самолёт столкнулся с землёй при полете ночью в СМУ с инструктором заместителем командира 15-й тбад Героем Советского Союза полковником А. Я. Шашловым. Экипаж, 6 человек, погиб[4].
- 29 мая 1958 года. Экипаж 341-го тбап м-ра Кушнарёва. Погибли м-р Кушнарёв С. Д., м-р Головачёв Н. П., м-р Кириллов В. П., л-т Роговцев О. О., мл.с-т Макаренко М. В., ефрейтор Зайченко А. А.
- 23 января 1961 года катастрофа Ту-16 (экипаж капитана Л. В. Быкова), 341-й тбап, аэродром Озерное. Экипаж после маршрута выполнял заход на посадку в условиях минимума погоды ночью, к полётам в которых он не подготовлен. При повторном заходе производил довороты с большими кренами, допустил резкую потерю высоты. Самолёт на расстоянии 450 м после пролёта ДПРМ с правым креном ударился о землю. 4 человека из экипажа погибли, двое выжили.[4].
- 13 марта 1968 года катастрофа Ту-22П. 341-й тбап, аэродром Озерное.
- 21 мая 1968 года катастрофа Ту-22П. 341-й тбап, аэродром Озерное.
- 22 марта 1973 года катастрофа Ту-22К. 341-й тбап, аэродром Озерное.
- 29 августа 1986 года. Авария самолёта Ту-22К. Экипаж командира корабля капитана Ж., военного летчика 1-го класса, выполнял тренировочный полет ночью по кругу с заходом на посадку в закрытой кабине. Во втором заходе, на траверзе, летчик в нарушение Инструкции экипажу самолёта Ту-22 принял решение на выпуск шасси после третьего разворота, о чём доложил экипажу, но не выпустил их, карту контрольных докладов не прочитал, а экипаж ему об этом не напомнил. При выполнении четвёртого разворота командир корабля доложил РП: «На четвёртом, шасси выпущено, с посадкой, остаток 6 т», не проконтролировав по зелёным сигнальным лампочкам их фактический выпуск. При пролёте ДПРМ повторно доложил о выпуске шасси и механизации, снова не убедившись в их выпуске по сигнализации. Приземление самолёта с убранным шасси произошло с расчетом 650 м, на скорости 300 км/ч, с перегрузкой 1,25, в 10 м левее оси БВПП на хвостовую часть с последующим касанием внутренними секциями закрылков, опусканием на гондолы шасси и фюзеляж. Посадочная масса — 56,5 т, остаток топлива — 6 т. Через 1800 м после касания БВПП самолёт остановился. По команде РП экипаж на пробеге выключил двигатели и обесточил самолёт, после остановки покинул самолёт через аварийные люки. Экипаж невредим. ГРП из-за отсутствия внешней сигнализации выпуск шасси проконтролировать не могла. Самолёт получил значительные повреждения нижней части фюзеляжа. Причины: недисциплинированность экипажа, выразившаяся в грубом нарушении Инструкции экипажу самолёта Ту-22 и карты контрольных докладов. Виновники: командир корабля и его экипаж. Этот самолёт впоследствии поставили в качестве памятника перед въездом в гарнизон Озерное.
- 18 января 1979 года, авария, 341-й авиационный полк. Самолёт Ту-22КД с подвешенной ракетой, КК п-к Витязев. На посадке возникло «галопирование» тележки левой стойки шасси с её последующим разрушением. Самолёт получил значительные повреждения.
- 6 июля 1987 года. Авария МиГ-23уб, 894-й иап.
- 15 декабря 2018 года катастрофа Су-27 при заходе на посадку, летчик майор Фоменко погиб[5].